# Ferdinand Christian Baur

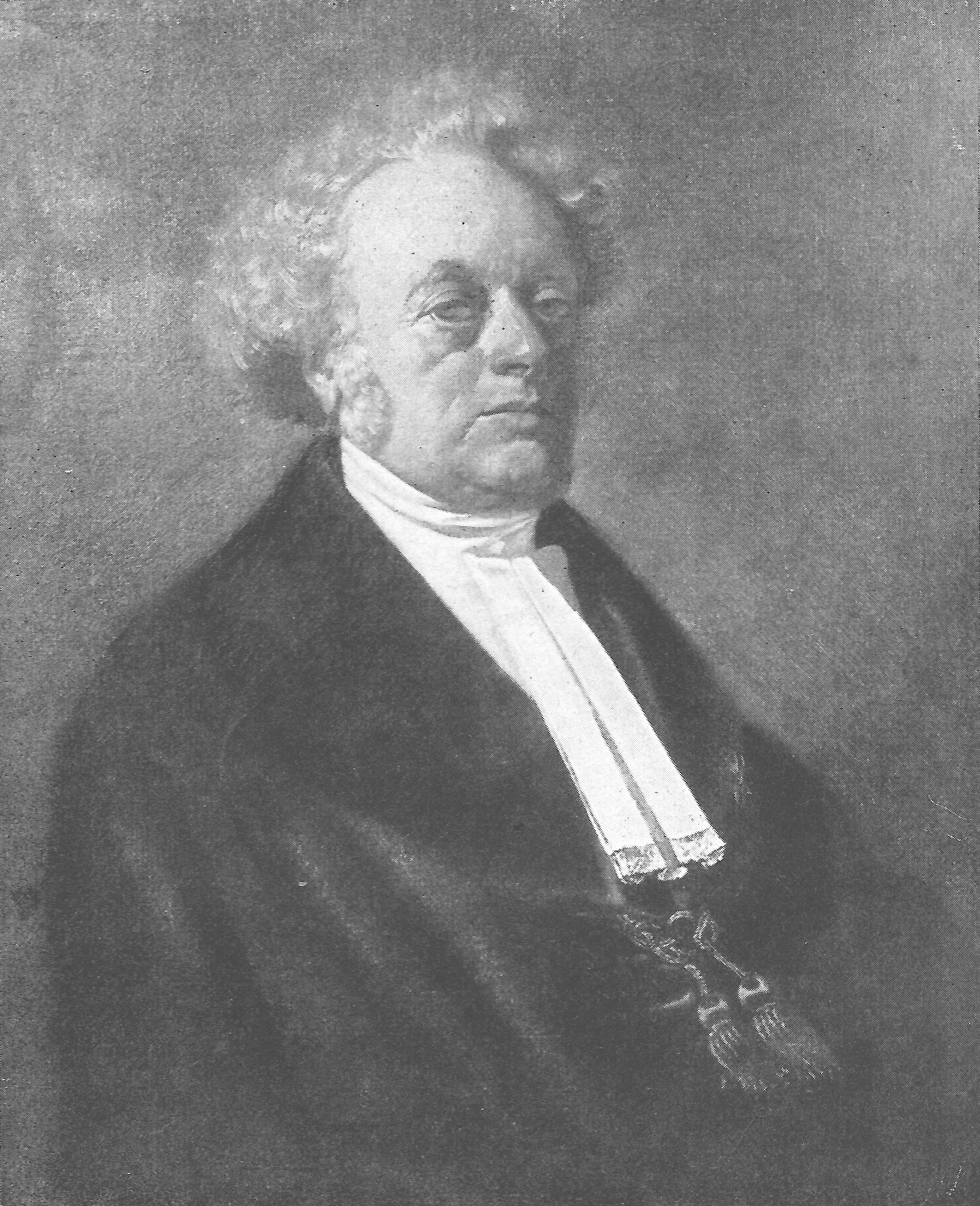
Ferdinand Christian Baur

Ferdinand Christian Baur (ur. 21 czerwca 1792 w Schmiden koło Fellbach, zm. 2 grudnia 1860 w Tybindze) – niemiecki uczony, biblista i teolog, założyciel teologicznej szkoły tybińskiej. 

## Życie
Baur ukończył seminarium teologiczne w Blaubeuren, a następnie rozpoczął w 1809 roku studia na Uniwersytecie Eberharda i Karola w Tybindze. Po studiach rozpoczął pracę w seminarium w Blaubeuren, w którym sam poprzednio się uczył. W czasie studiów zapoznał się z ówczesną filozofią, zwłaszcza z pismami Schellinga i Schleiermachera, które szczególnie na niego wpłynęły. W latach 1824–25 wydał swą pierwszą książkę pt. Symbolik und Mythologie oder die Naturreligion des Altertums (Symbolizm i mitologia, albo religia naturalna starożytności), która zapewniła mu posadę na Uniwersytecie w Tybindze, którą objął w 1826 roku. Poświęcił się badaniom religii starożytnej, manicheizmu, gnostycyzmu, napisał książkę o Apoloniuszu z Tiany. W tym czasie zapoznał się z heglowską filozofią historii, która wywarła olbrzymi wpływ na jego poglądy.

## Poglądy i dokonania
Pod wpływem Hegla Baur poświęcił się badaniom usiłującym ukazać dzieje wczesnego chrześcijaństwa z perspektywy nieustających konfliktów między judeochrześcijanami, chrześcijanami wywodzącymi się z pogaństwa i gnostykami. Baur widział wczesne chrześcijaństwo jako szereg współzawodniczących ze sobą sekt, z których każda miała własne poglądy i własne autorytety, i uważała siebie za prawowitą wersję religii Chrystusa, a jednocześnie oskarżała pozostałe sekty o błędy doktrynalne. Baur usiłował dowodzić, że listy Pawłowe (zwłaszcza) stanowią opozycję względem sekty marcjonitów i powinny być datowane na połowę II stulecia n.e. Argumentował, iż Ewangelia Łukasza i Dzieje Apostolskie stanowią próbę pogodzenia dwóch opozycyjnych nurtów chrześcijaństwa, z których jeden wywodził się od świętego Pawła, a drugi od świętego Piotra. Baur dowodził, że jedynymi autentycznymi pismami św. Pawła są List do Rzymian, List do Galatów oraz pierwszy i drugi list do Koryntian. Ewangelie Nowego Testamentu uważał za późniejsze i treściowo zależne od Ewangelii Piotra, Ewangelii Egipcjan, Ewangelii Ebionitów. Jego poglądy na dzieje chrześcijaństwa noszą piętno historiozofii heglowskiej: chrześcijaństwo mogło według Baura stać się religią powszechną dopiero po tym, jak wyzwoliło się z ograniczeń judaizmu, z którego się wyłoniło.

## Teologia
Baur pisywał oprócz dzieł historycznych również dzieła stricte teologiczne. W książce zatytułowanej Gegensatz des Katholicismus und Protestantismus nach den Prinzipien und Hauptdogmen der beiden Lehrbegriffe bronił protestantyzmu w duchu poglądów Schleiermachera.